# Solea Pfeiffer
Solea Pfeiffer (22 settembre 1994) è un'attrice statunitense.

## Biografia
Solea Pfeiffer è nata nello Zimbabwe, figlia di due antropologi e nipote del politico Ron Dellums, ed è cresciuta a Seattle. Dopo gli studi all'Università del Michigan e alla Royal Academy of Dramatic Art, Pfeiffer ha fatto il suo debutto professionale all'Hollywood Bowl nel 2016, quando Gustavo Dudamel l'ha scelta per il ruolo della protagonista Maria in un allestimento concertistico di West Side Story. Nello stesso anno ha fatto anche il suo esordio sulle scene newyorchesi nel musical Premio Pulitzer Sunday in the Park with George, in cui recitava accanto a Jake Gyllenhaal.
Nel 2017 ha recitato nella tournée statunitense di Hamilton, un altro musical premiato con il Premio Pulitzer, in cui ricopriva il ruolo di Eliza Hamilton. Nello stesso anno è tornata all'Hollywood Bowl per cantare nella rivista Sondheim on Sondheim insieme a Jonathan Groff, Jesse Tyler Ferguson e Vanessa Williams. Dopo aver cantato nel musical di Jason Robert Brown Songs for a New World al New York City Center, nel 2019 ha fatto il suo debutto al Lincoln Center interpretando Ginevra in un allestimento concertistico di Camelot con Lin-Manuel Miranda nel ruolo di Re Artù. Pochi mesi più tardi ha esordito alla Civic Opera House interpretando la co-protagonista Clara Johnson nel musical The Light in the Piazza accanto al soprano Renée Fleming. Sempre nel 2019 è tornata a recitare al New York City Center in un revival di Evita con la regia di Harold Prince, interpretando la protagonista Eva Peron. Nel 2022 ha fatto il suo esordio a Broadway in una riduzione teatrale di Quasi famosi nel ruolo di Penny Lane e anche il suo debutto cinematografico in A Jazzman's Blues.

## Teatro
- Grease, colonna sonora e libretto di Jim Jacobs e Warren Casey, regia di Eric Ankrim. The 5th Avenue Theatre di Seattle (2015)
- West Side Story, libretto di Arthur Laurents, testi di Stephen Sondheim, colonna sonora di Leonard Bernstein. Hollywood Bowl di Los Angeles (2016)
- Sunday in the Park with George, libretto di James Lapine, colonna sonora di Stephen Sondheim, regia di Sarna Lapine. New York City Center di New York (2016)
- Hamilton, libretto e colonna sonora di Lin-Manuel Miranda, regia di Thomas Kail. Tournée statunitense (2017)
- Sondheim on Sondheim, libretto di James Lapine, colonna sonora di Stephen Sondheim, regia di Sarna Lapine. Hollywood Bowl di Los Angeles (2017)
- Songs for a New World, libretto e colonna sonora di Jason Robert Brown, regia di Kate Whoriskey. New York City Center di New York (2018)
- Camelot, libretto di Alan Jay Lerner, colonna sonora di Frederick Loewe, regia di Bartlett Sher. Lincoln Center di New York (2019)
- The Light in the Piazza, libretto di Craig Lucas, colonna sonora di Adam Guettel, regia di Daniel Evans. Civic Opera House di Chicago (2019)
- Evita, libretto di Tim Rice, colonna sonora di Andrew Lloyd Webber, regia di Harold Prince. New York City Center di New York (2019)
- Almost Famous, libretto di Cameron Crowe, colonna sonora di Tom Kitt, regia di Jeremy Herrin. Bernard B. Jacobs Theatre di Broadway (2022)
- Amleto di William Shakespeare, regia di Kenny Leon. Delacorte Theater dell'Off-Broadway (2023)
- Hadestown, colonna sonora e libretto di Anaïs Mitchell, regia di Rachel Chavkin. Walter Kerr Theatre di Broadway (2023)
- Gatsby: An American Myth, libretto di Martyna Majok, colonna sonora di Florence Welch e Thomas Bartlett, regia di Rachel Chavkin. American Repertory Theatre di Cambridge (2024)

## Filmografia

### Cinema
- A Jazzman's Blues, regia di Tyler Perry (2022)

### Televisione
- Curb Your Enthusiasm - serie TV, episodio 9x09 (2017)
- Scandal - serie TV, episodio 7x14 (2018)
- The Good Fight - serie TV, episodio 3x02 (2019)
- Indoor Boys - serie TV, episodio 3x04 (2019)

## Doppiatrici italiane
- Annalisa Longo in Scandal